# مدرسة ماريو لكرة القدم
مدرسة ماريو لكرة القدم، ورسميا، مدرسة أنخيل فييخو فيليو لكرة القدم، هي ملعب تداريب وأكاديمية لنادي كرة القدم الإسباني، سبورتينغ خيخون. افتتح رسميا في 1978، ويستخدمها الفريق الأول وفرق الشباب، وملعبها هو الملعب الرسمي للفريق الرديف. مصممها هو المعماري ميغيل دياز نيغريتي.